# Тайський бат
Бат (тай. บาท Bāth, символ: ฿; код: THB) — офіційна валюта Таїланду, поділяється на 100 сатангів (тай. สตางค์). В обігу перебувають монети номіналом в : 25, 50 сатангів та 1, 2, 5, 10 бат і банкноти номіналом 20, 50, 100, 500 та 1000 бат. Монети номіналом 1, 5 і 10 сатангів не використовуються. Банк — Банк Таїланду.

Символ бата

## Історія
Назва «Бат» походить від однойменної міри ваги в традиційній тайській системі мір. Перші згадки використання бату як грошової одиниці походять з часів королівства Сукхотай (XIII—XV ст.). Тоді вона дорівнювала 15 грамам срібла. Ця система використовувалася аж до 1897 року, коли король Чулалонгкорн запровадив поділ бату на 100 сатангів, однак старі монети ще перебували в обігу до 1910 року.
У 1908 курс бата був прив'язаний до британського фунта стерлінгів на рівні 13 бат за 1 фунт, у 1919 він був зміцнений до 12 а у 1923 до 11 бат за 1 фунт. Протягом Другої світової війни існувала прив'язка до японської єни.
Протягом 1956—1973 років, тайський бат був прив'язаний до долара США на рівні 20,8 бат за долар, після чого зміцнений до 20 бат за долар. Посилення економіки США змусило Таїланд послабити свою валюту до 25 бат за 1 долар у 1978 році. Ця прив'язка проіснувала до 2 липня 1997 року, коли внаслідок Азійської фінансової кризи країна змушена була перейти на плаваючий валютний курс який існує по сьогодні. Під час кризи валюта Таїланду опускалася до 55 бат за 1 долар, однак за кілька років стабілізувалася на рівні приблизно 40 бат/долар. В 2007—2010 рр. вона зміцнилася до 30-35 бат/долар.

## Монети
Станом на 2019 рік, в обігу найчастіше зустрічаються монети номіналами 1, 2, 5 та 10 бат, рідше — 25 та 50 сатангів, і ще рідше — старі монети в 1, 5 та 10 сатангів. На аверсах усіх монет 1988 та 2008 років карбування зображувався профіль короля Пуміпона Адульядета, а на реверсах, крім номіналу монет, були поміщені силуети найвизначніших буддитський храмів Таїланду, як наприклад Ват Арун на 10 батах, Ват Пхра Кео на 1 баті або Ват Прахат Дой Сутхеп на 50 сантагах. З 2018 року на аверсах усіх монет зображується король Вачхіралонгкон а на реверсах його монограма.

## Банкноти
З 1902 року по 2019 рік було випущено 17 серій тайських банкнот, не рахуючи 19-ти серій пам'ятних банкнот, випущених з нагоди різних святкових дат. Остання 17-та серія була випущена в квітні-липні 2018-го і складається з 5-ти номіналів: 20, 50, 100, 500 та 1000 бат. На аверсах усіх банкнот, як і монет останньої серії, зображений поточний король Таїланду Вачхіралонгкон. На реверсах, серед іншого, зображенні попарно усі королі Таїланду (до 1939 Сіаму) починаючи з Рама I.

## Валютний курс

Графік валютного курсу відносно долара США з 1990 року (к-сть бат за один долар)